# SN 2010ji
SN 2010ji – supernowa typu II-P odkryta 17 października 2010 roku w galaktyce UGC 1230. W momencie odkrycia miała maksymalną jasność 17,60m.